# Mike Kelley
Michael "Mike" Kelley, född 27 oktober 1954 i Wayne, Michigan, död 31 januari 2012 i South Pasadena, Kalifornien, var en amerikansk konstnär.
Mike Kelley var utbildad vid University of Michigan i Ann Arbor 1976 och vid California Institute of the Arts i Valencia, Kalifornien 1978.  Han arbetade med upphittade objekt, collage, textila verk, performance och video.
Han arbetade ofta i samarbete med andra konstnärer och genomförde projekt med bland andra Paul McCarthy, Tony Oursler och John Miller.